# George Fisher
George "Corpsegrinder" Fisher (* 8. července 1970 Baltimore, Maryland) je americký zpěvák, v současnosti působí v deathmetalové skupině Cannibal Corpse. Je známý díky svému headbangingu, který se podobá pohybu větrného mlýna, během vystoupení, své schopnosti zazpívat rychlý text, přičemž užívá pro death metal typický hrdelní growling, a také svým dlouhým výkřikům trvajícím až 10 sekund.

## Biografie
George Fisher se narodil 8. července 1970 v Baltimoru. V roce 1989 založil skupinu Corpsegrinder, od roku 1990 již ovšem působil v nově vzniklé skupině Monstrosity, se kterou nahrál dvě alba. V roce 1995 nahradil Chrise Barnese v Cannibal Corpse. V současnosti kromě toho působí také v kapele Paths of Possession.